# 성적 수유

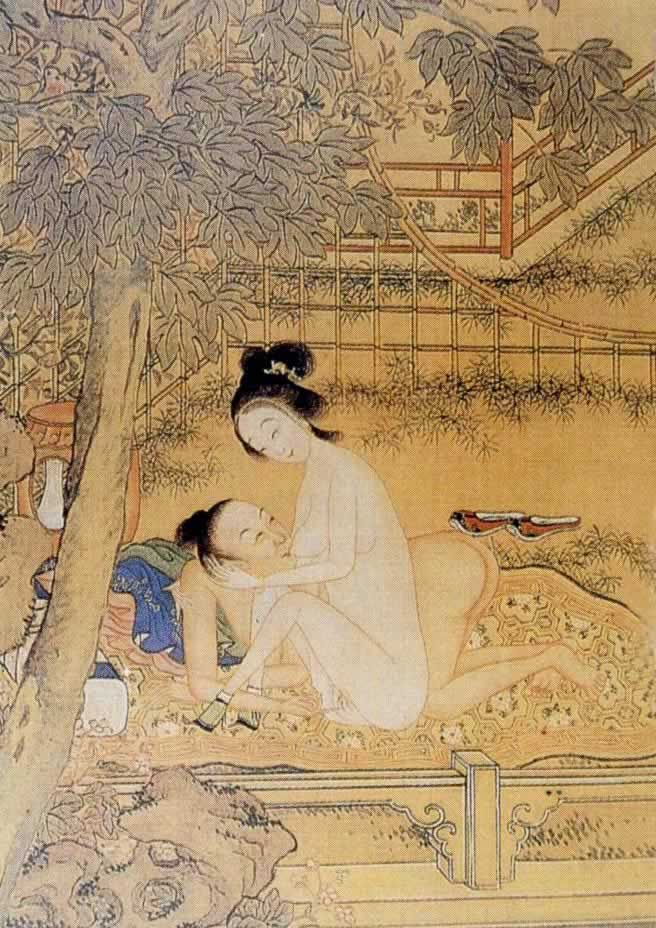
성적 수유

성적 수유는 여성의 유방을 빨면서 성적 흥분을 느끼는 것이다.
모유 페티시즘과 락토필리아는 성도착에 대한 의학적 진단 용어이며 ICD-10 및 DSM-IV의 정확한 기준에 따라 장애에 사용된다.